# سیارک ۲۱۴۷۰
سیارک ۲۱۴۷۰ (به انگلیسی: 21470 Frankchuang، نامگذاری:1998HV97) بیست و یک هزار و چهارصد و هفتادمین سیارک کشف شده‌است که در ۲۱ آوریل ۱۹۹۸ کشف شد.
قدر مطلق سیارک برابر ۱۶.۲ است.